# فهرست موزه‌های ارمنستان
در زیر فهرست موزه‌های ارمنستان (انگلیسی: List of museums in Armenia) آورده شده‌است:
- History Museum of Armenia[۱]
- ماتناداران[۲]
- نگارخانه ملی ارمنستان[۳]
- موزه تاریخ ایروان[۴]
- موزه هنر و ادبیات چارنتس[۵]
- موزه هنری کافسجیان[۶]
- ARF History Museum
- موزه دژ اربونی[۷]
- Museum of Folk Art of Armenia
- Modern Art Museum of Yerevan
- یادمان نسل‌کشی ارمنی‌ها[۸]
- موزه زمین‌شناسی گیومری[الف]
- موزه معماری گیومری[ب]
- باغ‌وحش ایروان
- موزه تاریخ طبیعی ارمنستان[پ]
- موزه زمین‌‎شناسی اچ. کاراپتیان[ت]
- National Museum-Institute of Architecture named after Alexander Tamanian
- موزه سرگئی پاراجانف[۹]
- مام ارمنستان
- Middle East Art Museum
- Service for the Protection of Historical Environment and Cultural Museum-Reserves[۱۰]

## خانه‌موزه‌ها، زندگینامه
- خانه‌موزه آرام خاچاطوریان[۱۱]
- General آندرانیک اوزانیان Museum of Patriotic Movement
- خانه‌موزه هوهانس تومانیان
- خانه‌موزه یقیشه چارنتس
- خانه‌موزه آوتیک ایساهاکیان
- خانه‌موزه آلکساندر اسپندیریان
- خانه‌موزه یرواند کوچار
- خانه‌موزه خاچاطور آبوویان
- خانه‌موزه میناس آوتیسیان
- خانه‌موزه درنیک دمیرچیان
- خانه‌موزه ماردیروس ساریان[۱۲]
- خانه‌موزه استپان شاهومیان

## یادداشت
1. ↑  Geology Museum of Gyumri
2. ↑  Architecturial Museum of Gyumri
3. ↑  Museum of Natural History of Armenia
4. ↑  H. Karapetyan Geological Museum